# جينارو ليون
جينارو ليون (بالإسبانية: Genaro Léon)‏ (مواليد 10 أغسطس 1960) هو ملاكم مكسيكي، مثّل بلاده في الألعاب الأولمبية الصيفية 1984.

## روابط خارجية
جينارو ليون على موقع بوكس ريك (الإنجليزية) (registration required)
- جينارو ليون على موقع أوليمبيديا (الإنجليزية)